# دولوریس پالومبو
دولوریس پالومبو (انگلیسی: Dolores Palumbo؛ ‏ ۱۴ ژوئن ۱۹۱۲ – ۳۰ ژوئن ۱۹۸۴) بازیگر اهل ایتالیا بود. 
از فیلم‌ها یا برنامه‌های تلویزیونی که وی در آن نقش داشته است، می‌توان به سه غریبه در رم، فقر و نجابت، چرخ و فلک ناپل ، لازارلا ، رها و پاهای طلایی اشاره کرد.